# Eudalio Arriaga
Eudalio Eulises Arriaga Blandón (19 de setembro de 1975) é um ex-futebolista colombiano, que atuava como atacante.

## Carreira

### Envigado
Eudalio Arriaga se profissionalizou no Envigado em 1995.

## Seleção
Eudalio Arriaga integrou a Seleção Colombiana de Futebol na Copa América de 2001 e na Copa das Confederações de 2003.

## Títulos

### Seleção da Colômbia
- Copa América: 2001.